# University of Wyoming Transit System
A University of Wyoming Transit System „Roundup” márkanéven az Amerikai Egyesült Államok Wyoming állama Laramie városának autóbuszvonal-hálózata. A Wyomingi Egyetem megrendelésére működő szolgáltatás elsődleges célja az egyetem kiszolgálása, de bárki igénybe veheti. 11 autóbusza és 7 mozgáskorlátozottak szállítására alkalmas járműve van. 2019-ben 626 093-an vették igénybe, a járművek több mint 42 ezer órát töltöttek a forgalomban.
2002-ben indult, 2011-ben felvette a „Roundup” márkanevet. Mivel kezdetben csak az egyetemet fedte le, az Albany megyei Közlekedési Hatóság Gem City Grand néven a város többi részét is lefedő hálózatot hozott létre; pénzügyi nehézségek miatt ez 2015-ben megszűnt, viszonylatait pedig a Roundup útvonalaiba integrálták. 2016-tól az utasok számára is elérhető a valós idejű járatkövetés.

## Forgalom
Az autóbuszok munkanapokon 6:30 és 22:30 között közlekednek 10–20 perces követési idővel, mindegyik az egyetemtől indul, és ingyenesen igénybe vehetők. Hétvégén a forgalom szünetel.
Viszonylatok
- Express
- Link
- Evening

## Utasszámok
Az alábbi grafikonon az igényalapú viszonylatok forgalma nem szerepel.

## Fordítás
- Ez a szócikk részben vagy egészben  az   University of Wyoming Transit System című angol Wikipédia-szócikk ezen változatának fordításán alapul.  Az eredeti cikk szerkesztőit annak laptörténete sorolja fel. Ez a jelzés csupán a megfogalmazás eredetét és a szerzői jogokat jelzi, nem szolgál a cikkben szereplő információk forrásmegjelöléseként.